# Левот, Генрих
Генрих (Анри) Левот (Levot) (? — 28 апреля (10 мая) 1898, Санкт-Петербург) — французский и российский театральный художник.

## Биография
Француз по происхождению. До 1885 года работал в театрах Парижа. После этого работал декоратором при Дирекции императорских театров в Петербурге, в основном в Мариинском театре. В это время действовала система оформления спектаклей, в которой разные художники отдельно оформляли акты спектакля. Поэтому в оформлении спектаклей участвовал ряд художников. Левот создавал в основном архитектурные декорации, отличающиеся помпезностью, чрезмерной детализацией и сухостью исполнения.

## Декорации к спектаклям
- 1886 «Волшебные пилюли», «Приказ короля»
- 15 декабря 1886 опера А. Бойто (Boito) «Мефистофель», либретто композитора по поэме Гёте «Фауст». дирижёр Э. Ф. Направник, декорации М. И. Бочарова, И. П. Андреева, Левота и М. А. Шишкова
- 17 декабря 1886 балет «Эсмеральда», в 4 актах 5 картинах, балетмейстер М. И. Петипа
- 1887 «Гарлемский тюльпан»
- 25 октября 1888 — балет Ц. Пуни «Катарина, дочь разбойника», в 3 актах 5 картинах. Сценарий Ж. Перро по биографии итальянского художника 17 века Сальватора Розы). балетмейстер — Э. Чеккетти, декорации — Г. Левот, М. И. Бочаров. Костюмы — Е. П. Пономарёв
- 25 января 1889 — фантастический балет Р. Е. Дриго «Талисман» в 4 актах 7 картинах с прологом и эпилогом по сценарию К. А. Тарновского и балетмейстера М. И. Петипа. Декорации — Г. Левот, И. П. Андреев, М. И. Бочаров, М. А. Шишков. Костюмы -Е. П. Пономарёв
- 3 января 1890 декорация «Дворец Флорестана» к прологу балета П. И. Чайковского «Спящая красавица», в 3 актах 5 картинах с прологом и апофеозом либретто И. А. Всеволожского по сказкам Ш. Перро; балетмейстер М. И. Петипа. Декорации — Г. Левот, И. П. Андреев, К. M. Иванов, M. А. Шишков, M. И. Бочаров, костюмы — Всеволожский.
- 7 декабря 1890 опера П. И. Чайковского «Пиковая дама», либретто М. И. Чайковского при участии композитора, по одноименной пьесе А. С. Пушкина, постановка Палечек, режиссёр Кондратьев, художники Васильев, Янов, Левот, Иванов и Андреев.
- 23 января 1891 опера Ш. Гуно «Ромео и Джульетта», либретто П. Ж. Барбье и М. Карре. Художники Янов, Левот, Бочаров, Андреев, Шишков и Иванов.
- 19 января 1892 — балет Ж. Шнейцхоффера «Сильфида», в 2 актах по сценарию А. Нурри, балетмейстер М. И. Петипа, декорации — Г. Левот, М. И. Бочаров. костюмы — Е. П. Пономарёв.
- 5 декабря 1893 — фантастический балет в 3 актах. Б. А. Фитингоф-Шель «Золушка», сценарий Л. А. Пашкова на сюжет сказки Ш. Перро, балетмейстеры М. И. Петипа, Л. И. Иванов, Э. Чеккетти, художники М. И. Бочаров, Г. Левот, М. А. Шишков. повторение- 1898 для Большого театра.
- 1894 — балет-пантомима Л. Делиба «Коппелия» в 2 актах 3 картинах, по мотивам повести-сказки Э. Т. А. Гофмана «Песочный человек», сценарий Ш. Нюитера, А. Сен-Леона, балетмейстер Э. Чеккетти . Декорации И. П. Андреев, Г. Левот, П. Б. Ламбин, костюмы — Е. П. Пономарёв.
- 1894 — опера Дж. Верди «Фальстаф» (либретто А. Бойто по комедии У. Шекспира «Виндзорские проказницы»), дирижёр Э. Ф. Направник, декорации по рисункам Андреева, Бочарова, Ламбина и Левота.
- 3 января 1895 опера Э. Ф. Направника «Дубровский», либретто М. И. Чайковского по повести А. С. Пушкина, Декорации — Ламбин, Перминов, Левот
- 15 января 1895 — балет П. И. Чайковского «Лебединое озеро», балетмейстеры М. И. Петипа и Л. И. Иванов. Декорации — И. П. Андреев, М. И. Бочаров, Г. Левот. Костюмы — Е. П. Пономарёв.
- 6 декабря 1895 балет Ц.Пуни «Конёк-Горбунок», по одноимённой сказке П. П. Ершова, в 4 актах 9 картинах, сценарий А. Сен-Леона, декорации — К. М. Иванов, Г. Левот, П. Б. Ламбин. Костюмы — Е. П. Пономарёв.
- 17 января 1896 опера Ж. Массне «Вертер», либретто по роману И. В. Гёте «Страдания юного Вертера», художники Перминов, Андреев, Левот, Иванов, Вениг.
- 21 января 1896 — ", одноактный характерный балет И. И. Армсгеймера «Привал кавалерии», сценарий балетмейстера М. И. Петипа. Декорации Г. Левот. Костюмы — Е. П. Пономарёв.
- 19 ноября 1896 опера К. Сен-Санса «Самсон и Далила», либретто Ф. Лемера по библейской легенде, дирижёр Направник, художники Шишков, Перминов, Левот.
- 1897 «Дочь Микадо»

## Посмертное использование декораций
- 27 декабря 1918 — опера Бойто «Мефистофель», режиссёр Ф. И. Шаляпин, художники Ламбин и Левот
- 6 марта 1918 — балет Л.Делиба «Коппелия», художники Андреев, Ламбин, Левот, Пономарёв.
- 1 марта 1925 — балет Ц.Пуни «Кандавл», балетмейстер Леонтьев. Художники Иванов, Левот и Шишков.